# Crenarchaeota
A Crenarchaeota (más néven Crenarchaea vagy eociták) az Archaea domén egyik törzse. Az archeák – ősbaktériumok – egysejtű, sejtmag nélküli prokarióta szervezetek. Kezdetben kénfüggő extremofileknek gondolták őket, de a legújabb vizsgálatok szerint lehet hogy a leggyakoribb archeák a tengeri környezetben. Az rRNS-szekvenciák alapján elkülönítették őket a többi ősbaktériumtól, és más élettani jellemzők, például a hisztonok hiánya is támogatta ezt a felosztást, bár néhány fajban találtak hisztonokat. Egészen a közelmúltig minden tenyésztett Crenarchaea termofil vagy hipertermofil organizmus volt. Gram-negatívak és morfológiailag változatosak, a sejtjei lehetnek például pálcika vagy gömb alakúak.

## Sulfolobus
A törzs egyik legjobban jellemzett tagja a Sulfolobus solfataricus. Eredetileg egy olaszországi geotermikus hőforrásból izolálták, és 80 °C-on és 2–4 pH-nál is képes növekedni. Felfedezése óta a nem számos faját megtalálták az egész világon. Ellentétben a tenyésztett termofilek túlnyomó többségével aerob módon nő és kemoorganotróf (az energiát szerves forrásokból például cukrokból nyeri). Ezek a tényezőknek köszönhetően sokkal egyszerűbb tenyészteni laboratóriumi körülmények között, mint az anaerob baktériumokat, és a Sulfolobus modellszervezetté vált a hipertermofilek tanulmányozásában. Különböző vírusainak nagy csoportját is felfedezték. 

## Tengeri fajok

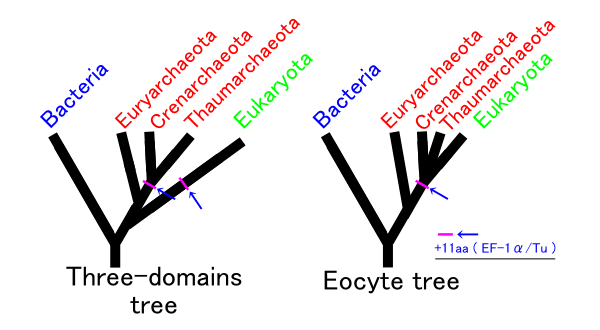
Eocyte-elmélet

DNS szekvenciáit megtalálták a talajban és édesvizekben, ami arra utal hogy ez a törzs jelen van a legtöbb környezetben. 2005-ben publikálták, hogy sikerült “alacsony hőmérsékletű Crenarchaeota” tenyészteni. A Nitrosopumilus maritimus egy ammóniaoxidáló szervezet, tengeri akvárium tartályából izolálták, és már 28 °C-on is képes növekedni.

## Eocita-elmélet
Az eocita-elmélet azt sugallja hogy az eukarióták a prokarióta eocitáből fejlődött ki. Az egyik lehetséges része a bizonyítéknak a közeli kapcsolat a Crenarchaea és az eukarióták között az RNS-polimeráz Rbp-8 alegység homológ jelenléte a Crenarcheaban, de nincs a Euryarchaeotában.